# 朝芳毛蕨
朝芳毛蕨（学名：[Cyclosorus zhangii] 错误：{{Lang}}：文本有斜体标记（帮助））为金星蕨科毛蕨属下的一个种。本种以植物学家C. F. Zhang的名字命名。